# Spirituele crisis

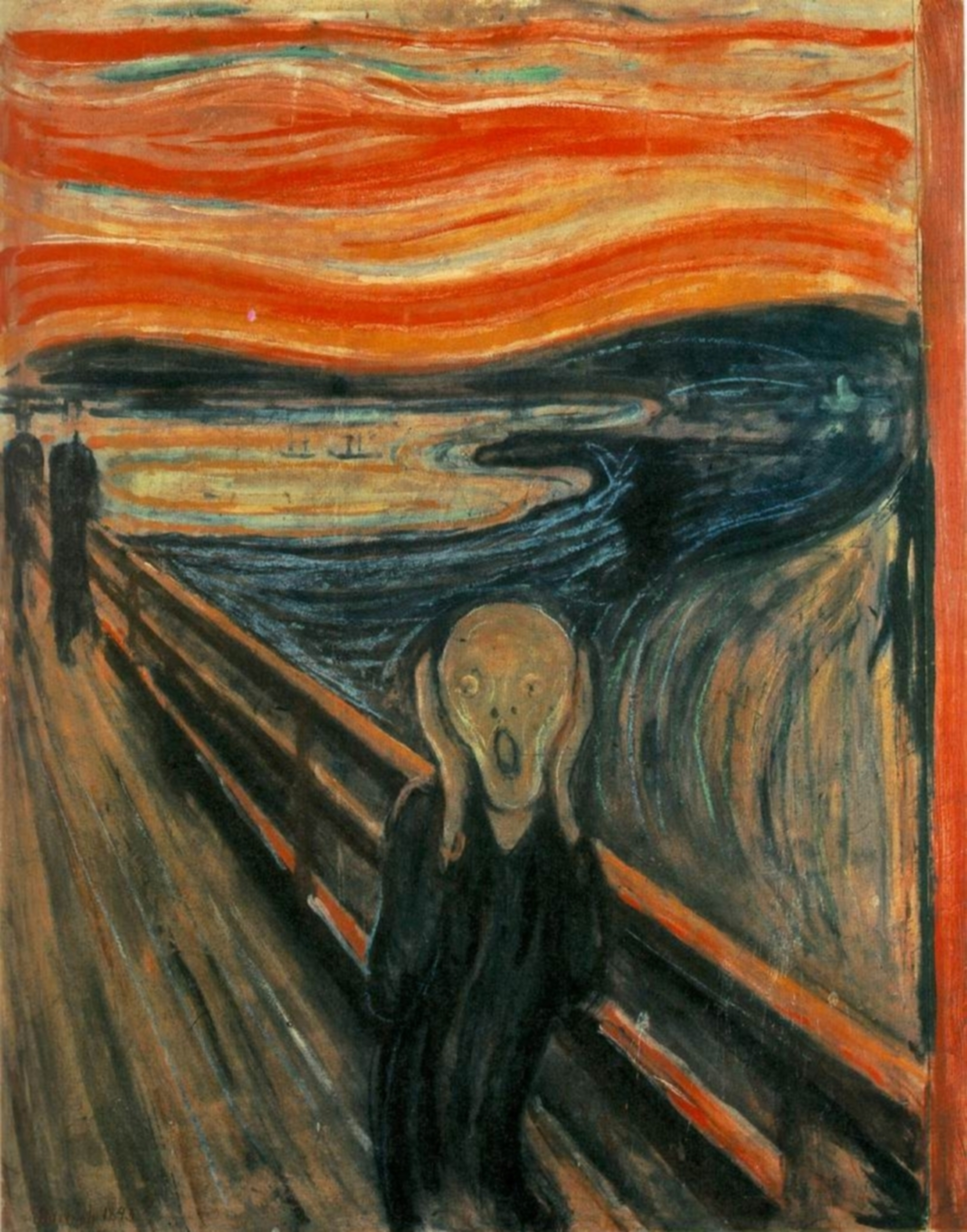
De Schreeuw van Edvard Munch, die het geestelijke leed en de emotionele kwelling uitdrukt die de schilder tijdens bepaalde perioden in zijn leven heeft gevoeld

Een spirituele crisis is een vorm van identiteitscrisis waarbij een individu ingrijpende veranderingen ervaart in zijn betekenisgeving, meestal als gevolg van een spontane spirituele ervaring. In zo'n crisis kan men diepgaand gaan twijfelen aan bijvoorbeeld zijn overtuigingen, identiteit, waarden en doelen. Men kan door het het gebrek van betekenis in het leven een keerpunt bereiken, dat leidt tot een cruciale verandering in de manier waarop het leven wordt gezien.

## Geschiedenis
Vóór de midden jaren '70 maakte de reguliere psychiatrie geen onderscheid tussen spirituele of mystieke ervaringen en psychische aandoeningen.
In de jaren '60 en '70 begonnen critici van de reguliere psychiatrie te onderzoeken hoe spirituele en mystieke ervaringen samenhangen met mentale gezondheidsproblemen. Zij stelden dat ervaringen die niet als normaal worden gezien, ook een andere manier van het construeren van de werkelijkheid kunnen zijn en niet per se wijzen op een mentale stoornis. Binnen de psychiatrie zelf waren er ook critici. Psychiater Ronald Laing stelde bijvoorbeeld dat psychische problemen ook als een transcendente ervaring met helende en spirituele aspecten kunnen worden gezien. Psychiater Arthur J. Deikman stelde voor om de term mystieke psychose te gebruiken voor psychotische ervaringen die vergelijkbaar zijn met mystieke ervaringen.
In de late jaren '70 introduceerde psychiater Stanislav Grof een nieuwe categorie van ervaringen, genaamd spiritual emergency (spirituele noodtoestand), ook wel psycho-spirituele crisis genoemd. Deze categorie erkent de desoriëntatie die kan optreden bij ervaringen zoals een bijna-doodervaring of andere situaties die niet passen binnen de gangbare psychopathologische classificaties.
Door de groeiende erkenning van de verbinding tussen spirituele en mystieke ervaringen en mentale gezondheidsproblemen, stelden David Lukoff, Francis G. Lu en Robert P. Turner in de vroege jaren '90 een nieuwe diagnostische categorie voor, genaamd religieus of spiritueel probleem. Deze categorie werd in 1993 goedgekeurd door de DSM-IV task force en is opgenomen in de vierde editie van de DSM-IV. De DSM hanteert hiervoor de code V62.89. Volgens psychologe Emma Bragdon zou deze categorie in de DSM echter niet volledig de betekenis dekken die Stanislav Grof aan spiritual emergency gaf. Hoewel deze categorie erkent dat mensen hun religie kunnen heroverwegen en twijfels kunnen hebben, zou spiritual emergency verwijzen naar ervaringen die diep desoriënterend en verwarrend kunnen zijn, maar in wezen kunnen leiden tot een positieve transformatie van het bewustzijn.

## Kenmerken
Mensen die een spirituele crisis ervaren, kunnen moeite hebben met dagelijkse taken en kunnen niet goed functioneren. Ze ervaren een wisseling van emoties, die intens en onvoorspelbaar zijn. De scheidslijn tussen hun innerlijke en uiterlijke wereld vervaagt, wat leidt tot verwardheid en dissociatie van hun omgeving. Daarnaast kunnen ze hallucinaties ervaren, zoals visuele of fysieke indrukken. Lichamelijke sensaties zoals warmte, trillingen en spasmes komen vaak voor. Dit kan gepaard gaan met een gevoel van ego-inflatie, waarbij men gelooft de incarnatie te zijn van een verlicht wezen, zoals Jezus of Boeddha. Slaapproblemen, waaronder slapeloosheid en nachtmerries, zijn ook veelvoorkomend. Er is vaak een verhoogd gevoel van synchroniciteit – betekenisvolle toevalligheden die de innerlijke en uiterlijke wereld met elkaar verbinden. Bovendien voelen velen zich alsof ze worden gezogen in een andere dimensie of werkelijkheid. Uiteindelijk kan dit leiden tot de angst dat men gek wordt, wat de psychische druk nog verder verhoogt.
Vaak worden ervaringen van spirituele crisissen verward met een mentale gezondheidscrisis of psychose, omdat de symptomen sterk op elkaar lijken. Het onderscheid tussen spirituele crisissen en psychose is dan ook vaak moeilijk te maken. Gedragingen en denkpatronen tijdens zowel spirituele crisissen als psychoses tonen vaak een verlies van logisch denken. Deze symptomen kunnen bestaan uit onsamenhangend gedrag, verwarde of irrationele spraak, en grote veranderingen in hoe iemand zichzelf en hun rol in de wereld ziet. Mensen verschuiven vaak hun aandacht van dagelijkse zaken naar meer ongewone zorgen, en ervaren een veranderde beleving van tijd.